# Joseph-Siffred Duplessis

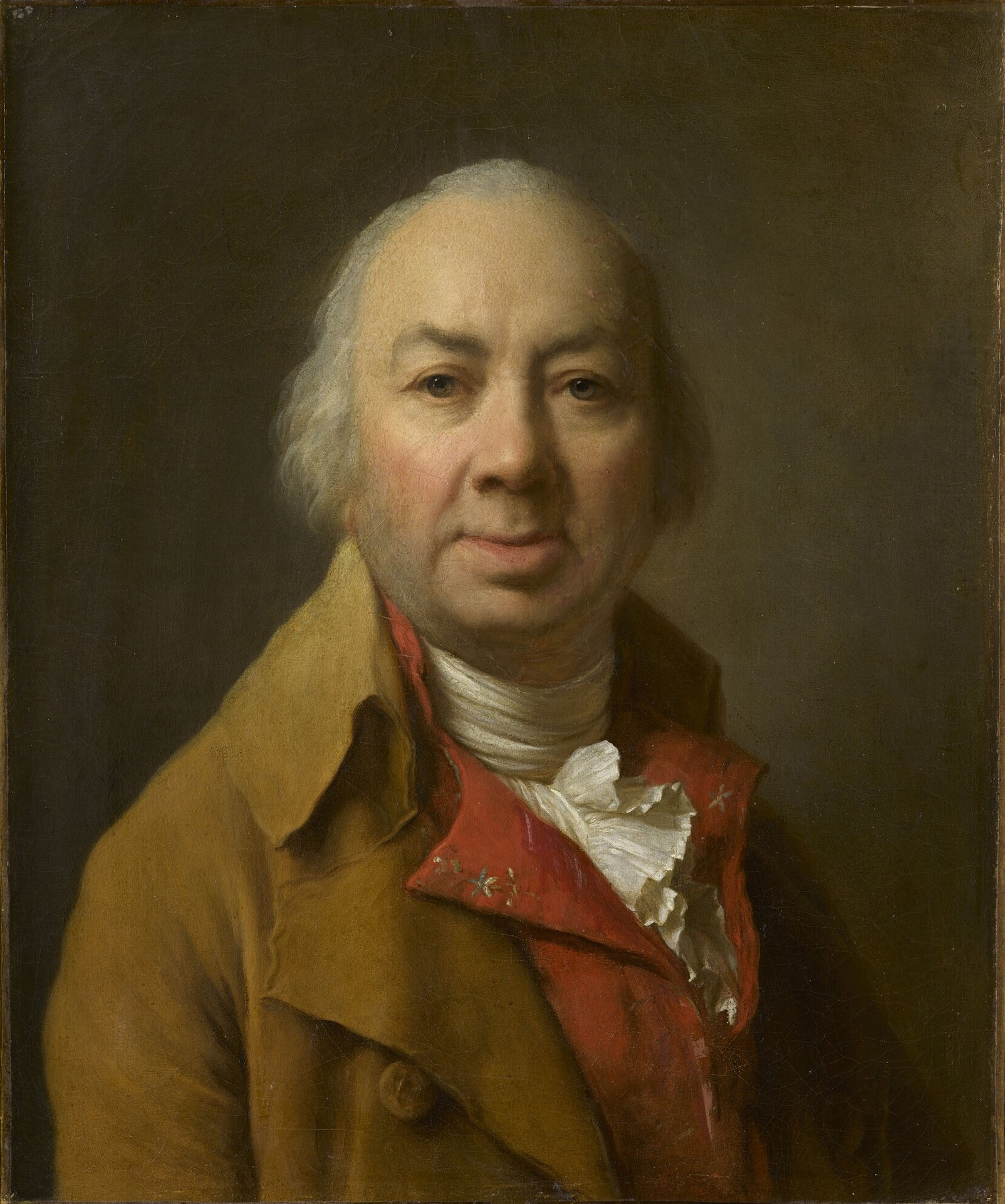
Joseph-Siffred Duplessis, zelfportret

Joseph-Siffred, ook Joseph-Siffrein of Joseph, Duplessis (Carpentras, 22 september 1725 – Versailles, 1 april 1802) was een kunstschilder in het Comtat Venaissin van de paus en in het koninkrijk Frankrijk, tot de Franse Revolutie uitbrak. Hij schilderde religieuze thema’s en portretteerde geestelijkheid en adel.

## Levensloop
Duplessis groeide op in Carpentras, hoofdstad van het pauselijk graafschap Comtat Venaissin. Zijn vader Joseph-Guillaumme Duplessis, bijgenaamd Joseph de Oudere, was chirurg in Carpentras; aan het einde van zijn leven wijdde deze zich aan de schilderkunst. Duplessis leerde bij zijn vader de eerste knepen van het vak. Vervolgens ging Duplessis in de leer bij Joseph Imbert (1666-1749), Kartuizer in Villeneuve-lès-Avignon, in de pauselijke stadstaat Avignon. Van 1744 tot 1748 ging Duplessis in de leer bij schilders in Rome, in de Pauselijke Staat in Italië. Zo werkte hij onder meer voor Pierre Subleyras (1699-1749) afkomstig uit de Provence en voor Joseph Vernet (1714-1789) afkomstig uit Avignon.
In 1748 startte hij als kunstschilder in zijn geboortestad Carpentras. Hij kreeg opdrachten van de adel uit het graafschap, maar ook van kloosters en van aartsbisschop d'Inguimbert voor het Hôtel-Dieu dat in opbouw was.
Circa 1752 werd zijn werkplek Parijs, in het koninkrijk Frankrijk. Zijn artistieke carrière begon moeilijk omdat hij een onbekende artiest was in Parijs. Duplessis besloot zich toe te leggen op portretten van Parijzenaars. Zijn expositie op het Salon van de Académie royale de peinture et sculpture in 1769 betekende de doorbraak. Denis Diderot riep uit waar dit onbekend talent toch al die jaren gezeten had. Prinses Marie Antoinette bestelde een portret en andere edellieden volgden snel met een bestelling. In 1774 schilderde Duplessis een van de staatsieportretten van de troonsbestijging van Lodewijk XVI. In datzelfde jaar werd Duplessis toegelaten tot de Académie royale de peinture et de sculpture, de hoogste vakvereniging van Frankrijk. Onder de talrijke notabelen van Frankrijk die hij portretteerde bevonden zich onder meer prinses Maria Louise van Savoye, Benjamin Franklin, Louise Marie Adélaïde van Bourbon, Jacques Necker en zijn echtgenote Suzanne Curchod, Joseph-Marie Vien  en Charles Claude de la Billarderie graaf van Agiviller.
Met de Franse Revolutie in 1789 stopten de bestellingen, en hiermee vielen de inkomsten van Duplessis snel weg. In 1793 schaften de revolutionairen de Académie royale de peinture et sculpture af. Berooid keerde hij naar Carpentras terug. Van 1794 tot 1796 werkte Duplessis voor het departement Vaucluse als ambtenaar aan het kadaster van publiek kunstbezit. Hij restaureerde tevens de gevonden kunstwerken. Dit laatste bracht hem in 1796 in het kasteel van Versailles. Duplessis werd te werk gesteld in het museum van Versailles, wat hij deed tot zijn dood in 1802.

## Werken
- Voor een lijst van zijn schilderijen, zie website Bibliothèque nationale de France.[2] Het stedelijk museum van Carpentras, genoemd Musée Comtadin-Duplessis, bezit een aantal van zijn werken.
- Op het Amerikaans honderd dollar-biljet staat een pentekening van het portret van Benjamin Franklin, dat Duplessis schilderde in de 18e eeuw.

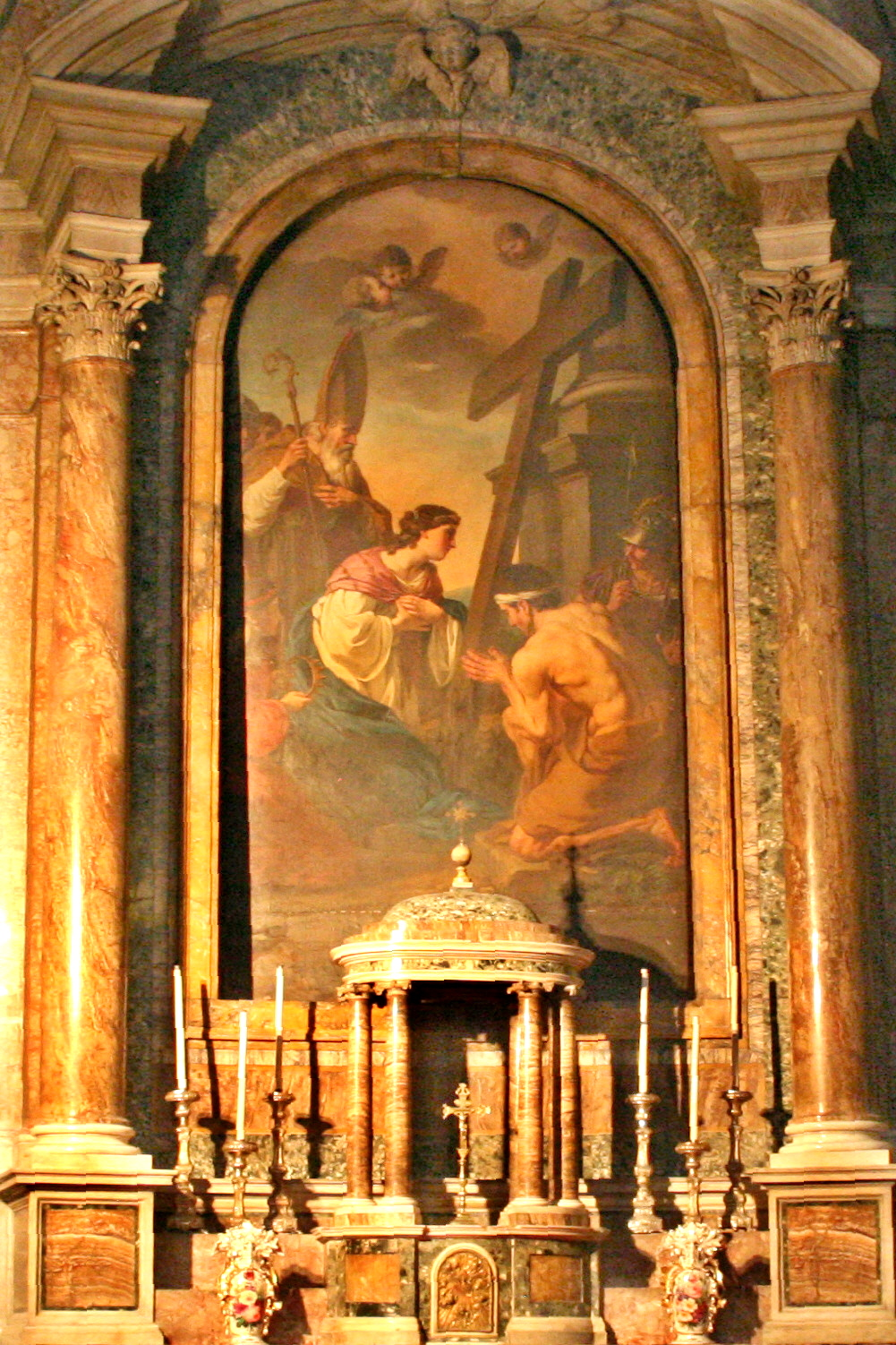
Heilige Helena in de kathedraal van Carpentras
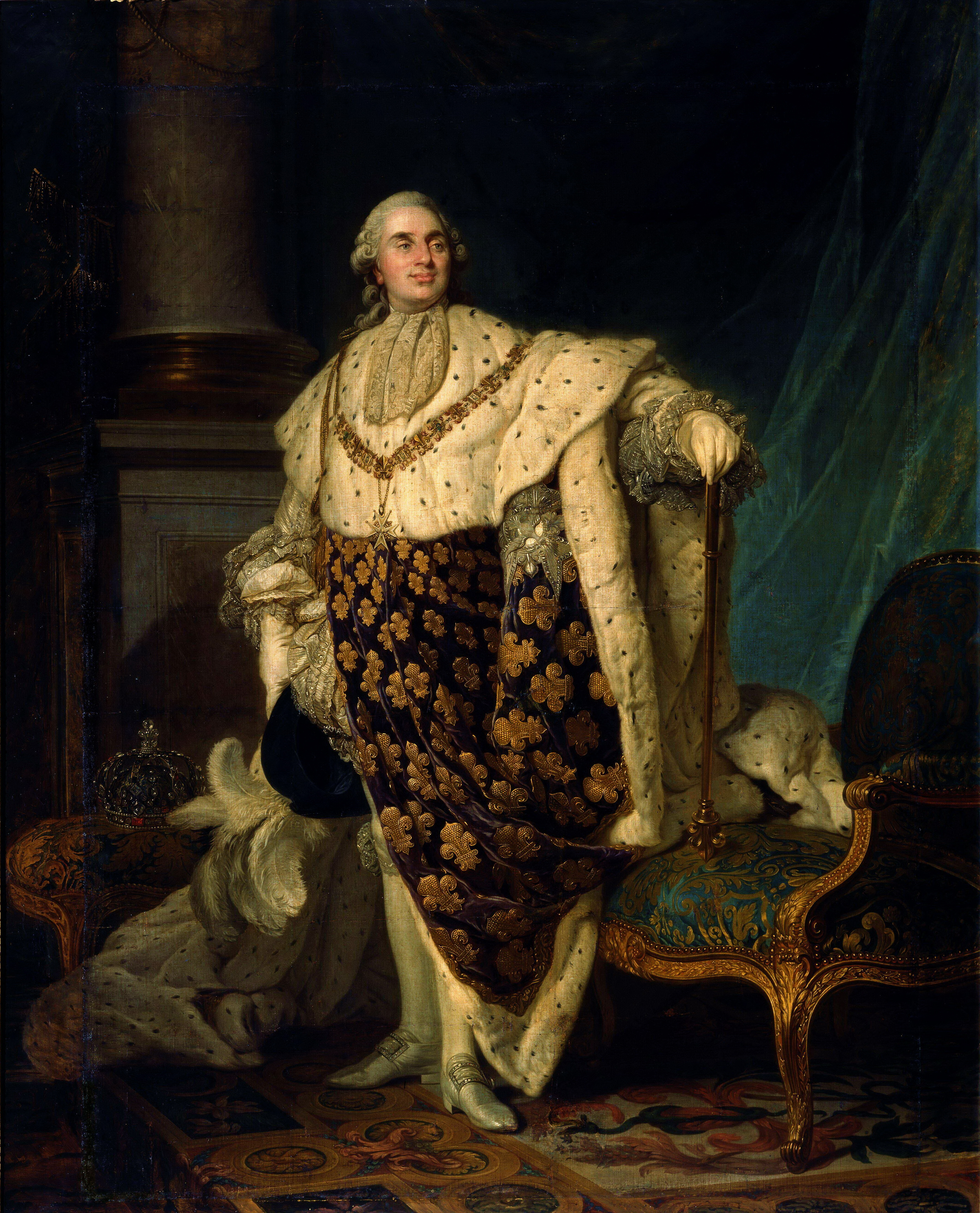
Lodewijk XVI bij zijn troonsbestijging
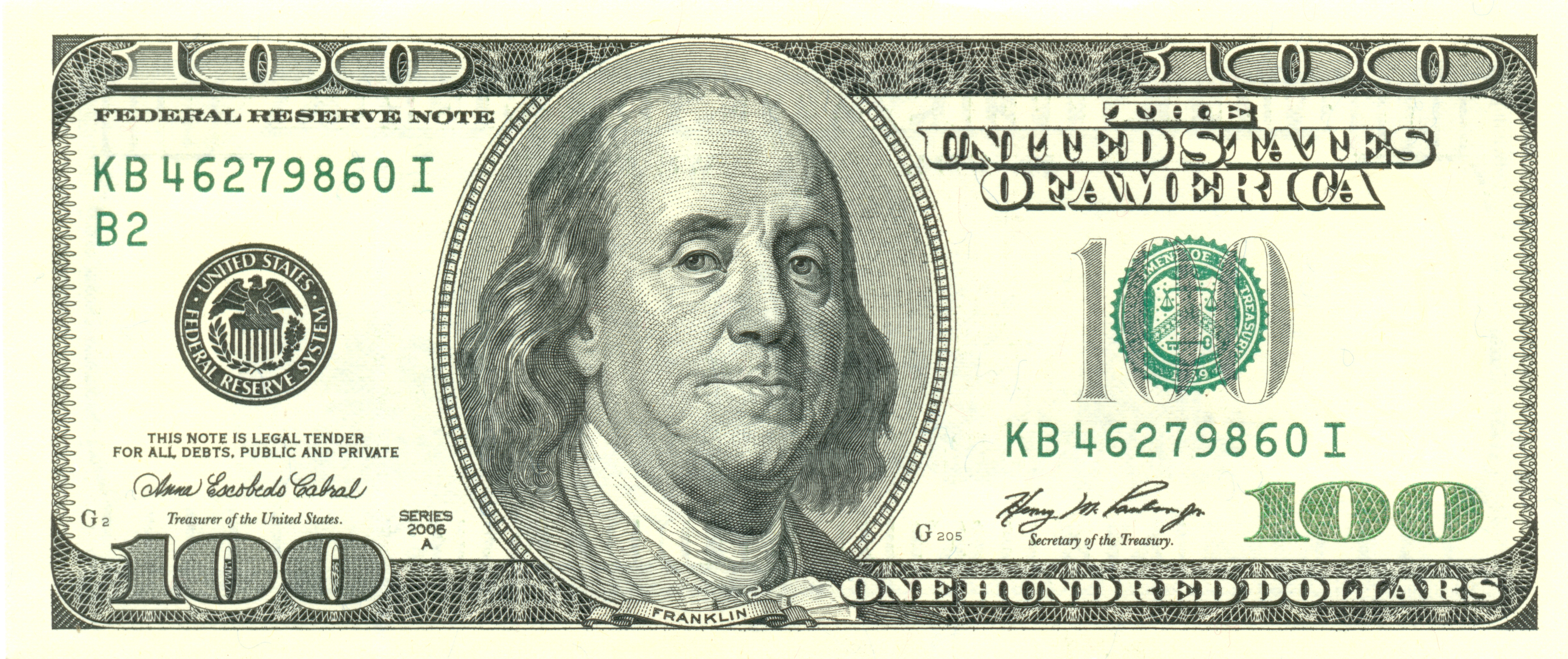
Honderd dollar met Benjamin Franklin

- Bibliothèque nationale de France: cb129983714 (data)
- CiNii: DA15936840
- Gemeinsame Normdatei: 122834593
- International Standard Name Identifier: 0000 0000 8366 7441
- KulturNav: c3d2feaa-a0b0-4ce2-99e7-82fd71659047
- Library of Congress Control Number: n85235630
- MusicBrainz: 094af2df-445d-4d9d-891e-58b88bb6fd38
- Nederlandse Thesaurus van Auteursnamen: 172274478
- RKD-Nederlands Instituut voor Kunstgeschiedenis: 24917
- Istituto Centrale per il Catalogo Unico: BVEV138622
- SNAC: w62b8z2d
- Système universitaire de documentation: 081559259
- Union List of Artist Names: 500016763
- Virtual International Authority File: 27199685
- WorldCat: E39PBJhCCd6HGmMjpTTdhyj9jC